# Крунич, Бранислав
Бра́нислав Кру́нич (босн. Branislav Krunić; серб. Бранислав Крунић / Branislav Krunić; 28 января 1979, Требине, СР Босния и Герцеговина) — боснийский футболист, играл на позиции полузащитника. Тренер.

## Карьера
Воспитанник команды «Леотар» из города Требине. Выступал за команды «Леотар» в 1999—2000 и 2001—2004 годах, «Олимпия» из Словении в 2000 году, «Волынь» из Украины в 2004—2005 годах. В чемпионате России дебютировал в клубе «Томь» в сезоне 2005 года. За два сезона в составе томичей сыграл в чемпионате 45 матчей и забил 6 мячей. С января 2007 до конца февраля 2010 года являлся игроком клуба «Москва». После того как в начале марта Крунич достиг соглашения о разрыве контракта с «Москвой», он на правах свободного агента подписал с «Леотаром» соглашение до конца сезона. В августе 2010 года подписал контракт с брянским «Динамо», рассчитанный на срок до конца года с возможностью пролонгации. Контракт не был продлён. В январе был на сборах с екатеринбургским «Уралом», но не подошёл команде. С 2011 по 2013 годы — игрок боснийского ФК «Борац».

## Достижения
- Чемпион Боснии и Герцеговины: 2003
- Победитель Первой лиги Республики Сербской: 2002